# 貝萊爾 (馬里蘭州)
貝萊爾（英語：Bel Air）是一個美國馬里蘭州城市，亦是哈福德縣的縣治。根据2010年的调查这个城市的人口为10,120人。

## 人口
根据2000年人口普查，迪巴卡县拥有10,120居民、4,491住户和2,568家庭。其人口密度为每平方英里3,453.9居民（每平方公里1,333.6居民）。本县拥有4,744间房屋单位，其密度为每平方英里1,619.1间（每平方公里625.1间）。而人口是由89.8%白人、4.4%黑人、0.2%土著、1.8%亚洲人、0.1%太平洋岛国居民，1.7%其他种族和2.0%混血构成。而西班牙裔或拉丁美洲人占了人口4.3%。
在4,491住户中，有26.9%拥有一个或以上的儿童（18岁以下）、41.0%为夫妻、11.4%为女性单亲家庭、4.8%为男性单亲家庭、42.8%为非家庭、36.3%为独居、15.4%住户有同居长者。平均每户有2.20人，而平均每个家庭则有2.89人。在10,120居民中，有20.5%为18岁以下、8.9%为18至24岁、26.1%为25至44岁、26.1%为45至64岁以及18.4%为65岁以上。人口的年龄中位数为40.3岁。